# Jukka Vakkila
Jukka Keijo Olavi Vakkila (Joutseno, 2 april 1951) is een voormalig profvoetballer uit Finland, die speelde voor KP-75. Na zijn actieve loopbaan stapte hij het trainersvak in. Hij leidde de nationale selectie onder meer bij de Olympische Zomerspelen 1980 in Moskou, Sovjet-Unie. Vakkila was begin jaren tachtig bondscoach van de Finse olympische selectie en werd in het najaar van 1987 gepromoveerd tot bondscoach, als opvolger van Martti Kuusela. Vakkila werd in april 1992, na de oefennederlaag tegen Brazilië (3-1), opgevolgd door Tommy Lindholm.

## FC Haka
Daarnaast was Vakkila, verspreid over drie perioden, clubcoach van FC Haka. Hij leidde de club na de bekerwinst in 1982 naar de kwartfinales van het Europacup 2-toernooi. Daarin werd de ploeg in het seizoen 1983/84 uitgeschakeld door de Italiaanse grootmacht en de latere winnaar, Juventus FC. Tijdens zijn derde en laatste periode won hij met FC Haka de Finse landstitel (1995), met dank onder anderen aan twee Russische spelers, Valeri Popovitsj en Oleg Ivanov. Ook doelman Olli Huttunen, goed voor 432 competitie- en bekerduels in Finland, maakte deel uit van dat team.

## Erelijst

### Als trainer
FC Haka
- Fins landskampioen

1995
- Suomen Cup

1982
- Liiga Cup

1995